# Distrito de Poroy
El distrito de Poroy es una subdivisión administrativa de la provincia del Cuzco, ubicada en el departamento del Cuzco, Perú. Según el censo de 2017, tiene una población de 2.436 habitantes.

## Historia
Este distrito fue creado mediante Ley n.º 9335 del 20 de febrero de 1941, en el primer gobierno del Presidente Manuel Prado Ugarteche.

## Geografía
El territorio de este distrito se extiende en 14,96 kilómetros cuadrados y tiene una altitud de 3 499 metros sobre el nivel del mar. 

## Autoridades

### Municipales
- 2023-2026
  - Alcalde: Isabel Valderrama Zamora
  - Regidores: Gladis Mamani Morales, Edy V. Levita Medrano, Felix Turpo Illatinco, Pedro Huallpayunca, Guzman Solis

### Religiosas
- Arzobispo metropolitano Monseñor Juan Antonio Ugarte Pérez.

La católica es la principal religión en el distrito.

## Festividades
- Dulce Nombre de Jesús.
- Cruz Velacuy
- San Isidro Labrador
- Santa Bárbara.